# Cocina imperial china
La cocina imperial china se deriva de una variedad de estilos de cocina de las regiones de China, principalmente de las cocinas de las provincias de Shandong y Jiangsu. El estilo se originó en la cocina de varios emperadores y la cocina de las viudas de la emperatriz, y es similar a la cocina de Beijing, a la que influyó mucho.
La cocina imperial se servía principalmente a los emperadores, sus emperatrices y concubinas, y a la familia imperial. Las características de la cocina imperial china son los elaborados métodos de cocción y la estricta selección de las materias primas, que suelen ser extremadamente caras, raras o complicadas de preparar. La presentación visual también es muy importante, por lo que el color y la forma del plato deben organizarse cuidadosamente.Los restaurantes de cocina imperial china más famosos se encuentran en Beijing: Fang Shan (双饭; fǎngshàn) en el Parque Beihai y Ting Li Ting (Escuchar Oriole Hall; Escuchar Oriole Hall; tīng lí tīng) en el Palacio de Verano.

## Historia
En la historia de la cocina china, la cocina imperial china experimentó un proceso de desarrollo que cambió de simple a exquisito. A través del cambio de dinastías, la cocina imperial china estaba cambiando, mejorando y autocompletando continuamente. La comida imperial china se originó alrededor de la dinastía Zhou ( c. siglo XI - 476 a. C.).
Muchos platos famosos se desarrollaron a través de la creación de comida imperial, como el guiso de seis cereales que incluía arroz, mijo, escoba, sorgo, trigo y arroz salvaje.
Aunque solo la familia imperial estaba autorizada a consumir la cocina imperial. Las materias primas de las cocinas imperiales las proporcionaban los campesinos, los pastores y los pescadores. La cocina imperial también puede representar el esfuerzo del personal de cocina que brindó el servicio, los funcionarios civiles que nombraron los platos y los funcionarios de protocolo que redactaron los principios dietéticos y culinarios.

## Cocina imperial en la dinastía Ming
La cocina imperial en la dinastía Ming se cocinaba principalmente con los sabores del sur de China debido a las preferencias de Zhu Yuanzhang, el fundador de la dinastía Ming. La cocina imperial de la dinastía Ming tenía una característica importante, que era mantener una buena salud. Los emperadores de la dinastía Ming prestaron gran atención a mantener su salud comiendo alimentos saludables. El menú de la cocina imperial cambiaba a diario y los platos no se repetían. La cocina imperial de la dinastía Ming se basaba principalmente en cereales. En la dinastía Qing, un plato famoso eran las batatas. El maíz y los chiles también se introdujeron a mediados del siglo XVI. Esos dos platos fueron introducidos en China por el explorador Zheng He a principios de la dinastía Ming.

### Platos populares

#### Pato Pekín

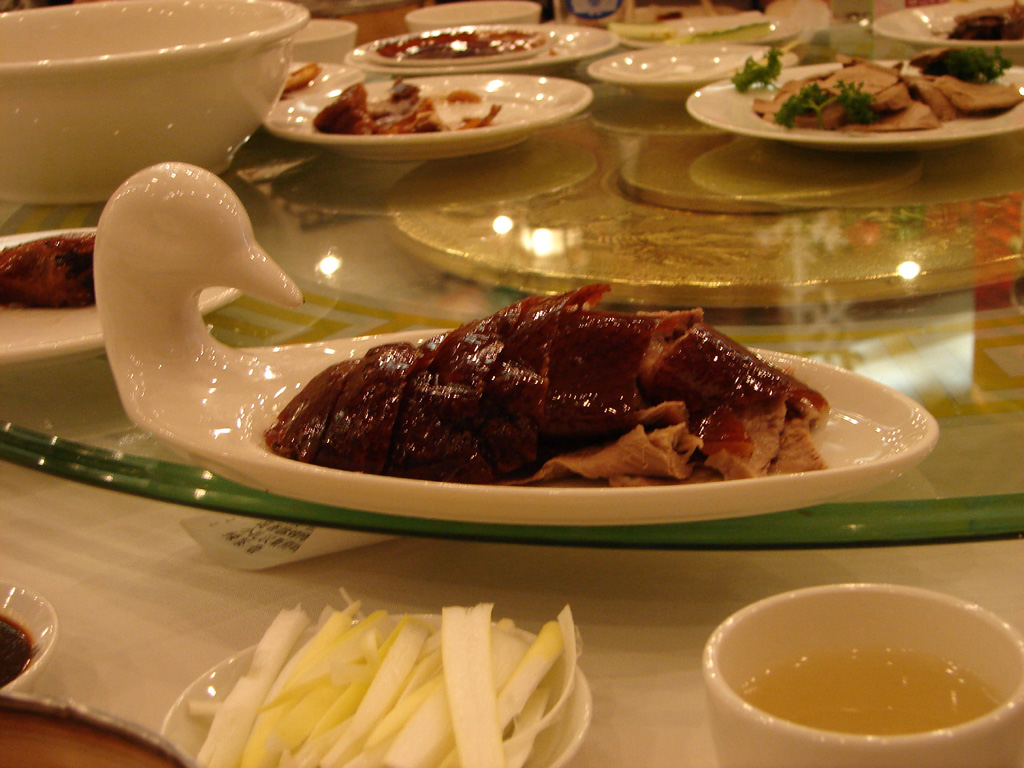
Pato Pekín

El pato de Pekín se originó en las dinastías del Sur y del Norte (420–589 EC), específicamente se originó en Nanjing. El pato asado se sirvió por primera vez como plato en la cocina imperial durante la dinastía Yuan . Se desarrolló plenamente y se convirtió en una parte importante de los menús de la cocina imperial durante la dinastía Ming. En la sociedad contemporánea, el pato asado de Pekín ha entrado en la cocina internacional. El pato asado a la pequinesa era famoso por su piel crujiente y su carne jugosa que dejaba una profunda impresión en quienes lo comían por primera vez.

## Cocina imperial en la dinastía Qing
La cocina imperial china en la dinastía Qing se desarrolló en base a la dieta tradicional del grupo étnico manchú y la cocina de Shandong. Durante esta dinastía se creó la famosa Fiesta Imperial Manchu Han. Había una organización especial, la Cocina Imperial, dentro del imperio Qing. palacio que era responsable de crear y preparar la cocina imperial para el emperador. La Cocina Imperial fue administrada por la Oficina General de Asuntos Internos. Durante el reinado del Emperador Qianlong (r.  1735–1796), la Cocina Imperial se dividió en Cocina Interna La Cocina y la Cocina Externa. La Cocina Interna tenía departamentos para platos de carne, verduras, asado, horneado y cocción de arroz.

### Platos populares

#### Pollo estofado Dezhou

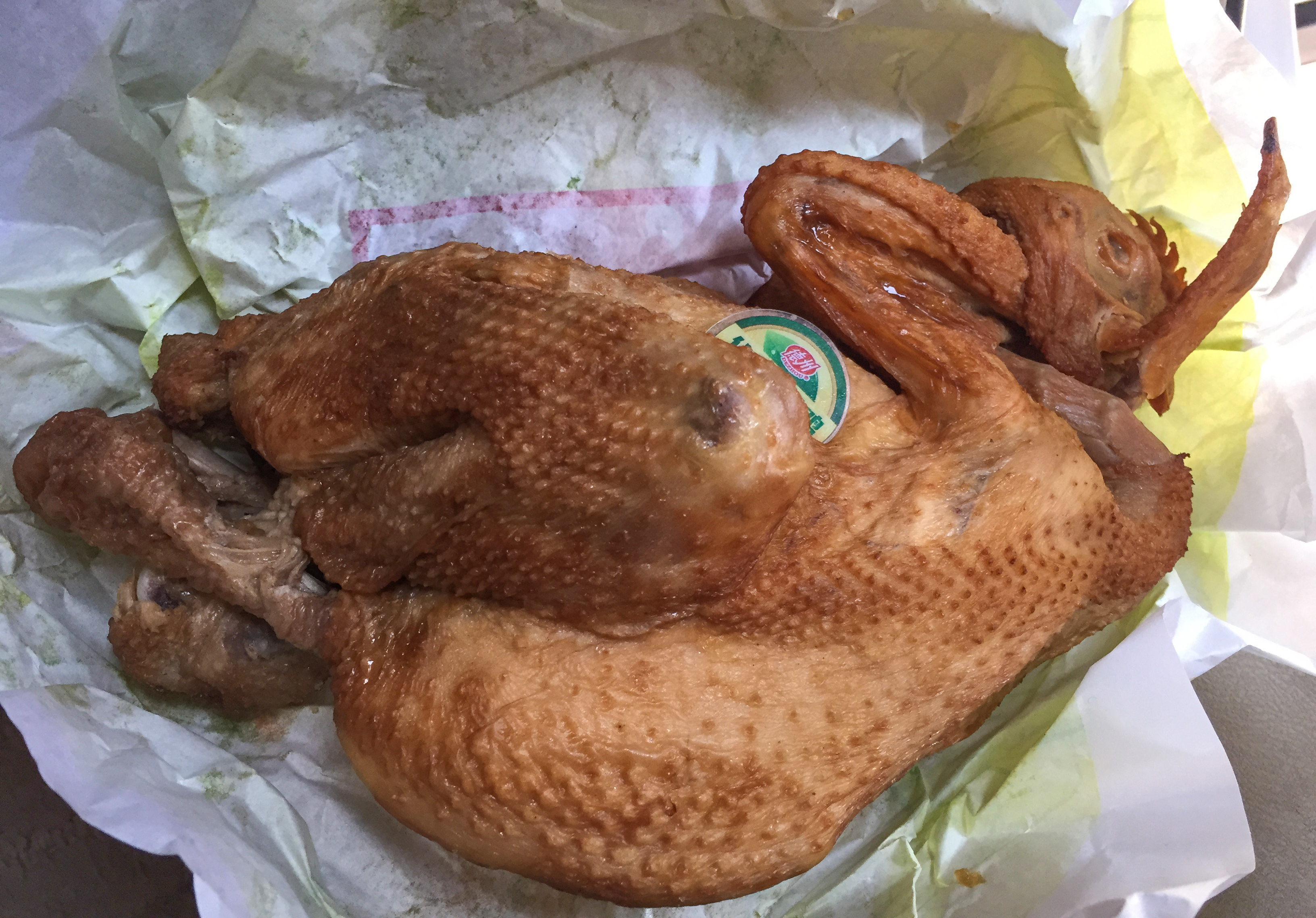
Pollo estofado Dezhou

El pollo estofado de Dezhou es un plato tradicional de la ciudad de Dezhou, provincia de Shandong, y lleva el nombre de su lugar de origen. Cuando el emperador Qianlong viajó a la ciudad de Dezhou, una familia china Han le preparó pollo estofado. Después de comer pollo estofado Dezhou. El pollo estofado Dezhou presenta una piel roja brillante, una textura tierna, un olor aromático y un sabor jugoso.

#### tofu wensi
El tofu Wensi es una comida en la cocina de Jiangsu. Es una sopa hecha de tofu finamente desmenuzado y diferentes ingredientes de diferentes colores, como zanahorias y pepinos.
Durante el reinado del emperador Qianlong, había un monje llamado Wensi, que era famoso por preparar platos vegetarianos, en particular aquellos con tofu. Creó esta sopa cuyos ingredientes incluían tofu tierno, azucena seca y hongo negro . Esta sopa pronto se hizo conocida en toda la región como "Wensi Tofu".

## Estilos
Actualmente (a partir de 2017) se han restaurado ocho estilos de cocinas imperiales chinas de diferentes dinastías chinas:
- Cocina imperial china de las dinastías Qin y Han (秦汉菜): restaurada por el restaurante Qujiangchun (曲江春) en Xi'an según los registros de los textos chinos antiguos, incluidos más de una docena de platos.[17]
- Cocina imperial china de la dinastía Tang (唐朝宮廷菜/仿唐宴): basada en el menú del banquete Shao-Wei de Wei Juyuan (烧尾宴食单), restaurantes en Xi'an como Tang Music Hall (唐乐宫) restauró muchos platos de la cocina imperial china de la dinastía Tang.[18][19][20][21]
- Cocina imperial china de la dinastía Song del Norte (北宋宮廷菜/仿北宋宴): cocina imperial china de la dinastía Song del Norte restaurada por restaurantes en Kaifeng como You-Yi-Xin (又一新) y Sun-Yang-Zheng- Dian (孙羊正店).[22][23]
- Cocina imperial china de la dinastía Song del Sur (南宋宮廷菜/仿南宋宴): cocina imperial china de la dinastía Song del Sur restaurada por restaurantes en Hangzhou como Southern Grand Hotel of Hangzhou (杭州南方大酒家) y Hangzhou Bagua Building (杭州)八卦楼).[24][25]
- Cocina imperial china de Dunhuang (敦煌宮廷菜/敦煌宴): cocina imperial china de Dunhuang restaurada por restaurantes en Dunhuang como Dunhuang Hotel (敦煌宾馆) y Dunhuang Villa (敦煌山庄).[26][27]
- Cocina imperial de la era Qianlong (de mediados de la dinastía Qing ) (乾隆御宴): cocina imperial china de mediados de la dinastía Qing restaurada por restaurantes en Yangzhou como Yangzhou Western Garden Grand Hotel (扬州西苑大酒店), con platos preparados de acuerdo con menús de banquetes imperiales realizados por el emperador Qianlong durante sus viajes al sur de China.[28]
- Cocina imperial china de finales de la dinastía Qing (晚清宫廷菜): cocina imperial china de finales de la dinastía Qing preparada para la emperatriz viuda Cixi . Restaurantes en Beijing como Fangshan Restaurant (仿膳饭庄) y Ting Li Ting (听鹂厅), y restaurantes en Shenyang como Shenyang Imperial Cuisine Restaurant (沈阳御膳酒楼) restauraron esta cocina imperial china basada en los menús de las cocinas imperiales. de la Ciudad Prohibida y del Palacio de Verano, entre otros registros.[29]
- Cocina imperial china de Chengde (塞外宫廷菜): cocina imperial china de la dinastía Qing preparada en Chengde Mountain Resort durante los viajes anuales de verano de los emperadores a Chengde . Esta cocina imperial china se diferencia de otros estilos de cocinas imperiales chinas en que los ingredientes principales son principalmente carne de res, cordero y cordero, junto con carne de caza .[30]